# 若林時郎
若林 時郎（わかばやし ときお、1933年 - ）は、日本の都市計画家。高蔵寺ニュータウンなど日本住宅公団の初期ニュータウン計画に取り組み、筑波研究学園都市の建設に尽力。
東和大学工学部建設工学科建築学専攻教授。研究者としての専門分野は都市計画。研究テーマは都市計画の策定過程、地方都市の市街化過程、都市と大学の空間的関係など。長野ユネスコ協会副会長及び善光寺の世界遺産登録をすすめる会専門委員。昭和61年度日本都市計画学会賞論文賞受賞。工学博士。

## 来歴
1933年、栃木県に生まれる。
1957年に京都大学を卒業し建設会社に就職するが、もっと勉強したいと考えて職を辞し母校の大学院に入学、西山夘三（当時教授）の研究室で都市計画などを学ぶ。日本住宅公団名古屋支社で大規模開発に携わってほしいと勧められ、修士課程を修了後名古屋に赴く。ここで津端修一・土肥博至とともにプロジェクト・チームをつくり、高蔵寺ニュータウンの開発地域選定、マスタープラン策定に携わる。

## 年譜
- 1957年 ： 京都大学工学部建築学科卒業[2]
- 1960年 ： 京都大学大学院工学研究科建築学修士課程修了
- 1960年 ： 旧日本住宅公団入所
- 1976年-1986年 ： 筑波大学社会工学系都市計画主専攻助教授[2]
- 1986年-1997年 ： 九州芸術工科大学教授[3]

## 著書
- 新建築学大系17「都市設計」、新建築学大系編集委員会編 彰国社
- 新建築臨時増刊「現代集合住宅の展望」1977